# Mārtiņš Kazāks
Mārtiņš Kazāks (19 de septiembre de 1973) es un economista letón. Desde agosto de 2018 es miembro del Consejo del Banco de Letonia. 

## Biografía
Mārtiņš Kazāks nació el 19 de septiembre de 1973 en Liepaja. Cursó la educación secundaria en Liepāja Rainis Secondary School No. 6. En 1995 se licenció en Economía en la Universidad de Letonia. En 1996, se graduó en economía de la Universidad de Cambridge. En 1997 obtuvo una maestría en economía en la Queen Mary University of London, y en 2005 se doctoró en economía.
De 1994 a 1995 Kazāks trabajó como economista en el departamento de análisis macro-fiscal y previsión del Ministerio de Finanzas de Letonia. Desde noviembre de 2005 hasta agosto de 2018, fue economista jefe en la sucursal letona de Hansabanka (más tarde Swedbank). Desde enero de 2010, Kazāks también fue subdirector de Economía de Swedbank Group. Desde enero de 2014 hasta agosto de 2018, también formó parte de la Junta de Disciplina Fiscal.
Entre 1996 y 2008, Kazāks trabajó como profesor en la Escuela de Economía de Estocolmo en Riga. De 2000 a 2002 fue asistente de investigación en el University College de Londres. De 2006 a 2011 fue miembro de la Comisión de Análisis Estratégico del Presidente de Letonia. 
En junio de 2018, la Saeima aprobó a Mārtiņš Kazāks para el Consejo del Banco de Letonia a partir del 1 de agosto. A finales de 2019, cuando el gobernador del Banco de Letonia, Ilmārs Rimšēvičs, terminó su mandato, Kazāks era uno de los cuatro candidatos a ser promovido y apoyado por la coalición gobernante. El 3 de diciembre la coalición anunció que nominaría Mārtiņš Kazāks como presidente del Banco de Letonia. El 12 de diciembre, la Saeima eligió a Kazāks presidente del Banco de Letonia por 76 votos. Asumió el cargo el 21 de diciembre y ha sido elegido por cinco años.